# Pablo Pereira (Fußballspieler, 1985)
Pablo Pereira, vollständiger Name Pablo Andrés Pereira Errandonea, (* 24. April 1985 in Montevideo) ist ein uruguayischer Fußballspieler.

## Karriere
Der 1,86 Meter große Defensivakteur Pereira gehörte zu Beginn seiner Karriere 2007 zunächst Liverpool Montevideo und 2008 Huracán Buceo an. Er erzielte in der Apertura 2008 einen Erstligatreffer für die Rampla Juniors. Mitte August 2009 wechselte er zu Centro Atlético Fénix. Beim ebenfalls in Montevideo beheimateten Klub lief er in der Saison 2009/10 in der Hinrunde zweimal (kein Tor) in der Primera División auf. Es folgte eine Karrierestation in Argentinien beim Club Ferro Carril Oeste. Diesen verließ er Mitte Januar 2011 und schloss sich Central Español an. Von dort wechselte er im August desselben Jahres wieder zum Erstligisten Liverpool Montevideo. In der Spielzeit 2011/12 traf er dort bei 25 Saisoneinsätzen viermal ins gegnerische Tor. Anfang Juli 2012 wurde er vom mexikanischen Klub UAT Correcaminos verpflichtet. Er absolvierte dort im Jahr 2012 zehn Spiele in der Primera A und sechs Partien in der Copa México. Ein persönlicher Torerfolg blieb ihm versagt. In den ersten Tagen des Februar 2013 kehrte er zu Central Español zurück und bestritt bis Saisonende zehn Erstligabegegnungen. Im September 2013 folgte ein erneuter Wechsel zu den Rampla Juniors. Dort trug er mit zwei Treffern in 23 Einsätzen in der Segunda División zum Aufstieg am Saisonende bei. In der folgenden Erstligaspielzeit 2014/15 absolvierte er 13 Ligaspiele (kein Tor). Seit Januar 2016 setzte er seine Karriere abermals bei Liverpool Montevideo fort. In der Clausura 2016 sind dort keine Ligaeinsätze für ihn verzeichnet. In der Saison 2016 steht lediglich ein Kurzeinsatz (kein Tor) in der Liga für ihn zu Buche. Mitte Februar 2017 schloss er sich Miramar Misiones an.